# 喀尔巴阡山集团军
1939年7月11日成立的喀尔巴阡山集团军（波蘭語：Armia Karpaty），由陆军少将卡齐米日·法布里西统领。主要由配置在塔尔努夫和利沃夫间突出部的后备兵团编成。据波兰历史学家Czesław Grzelak和Henryk Stańczyk的说法，最初集团军由两个山地旅组成，即利沃夫国防旅旅和一个匈牙利营组成，有26个营、160门大炮和16架飞机。

## 任务

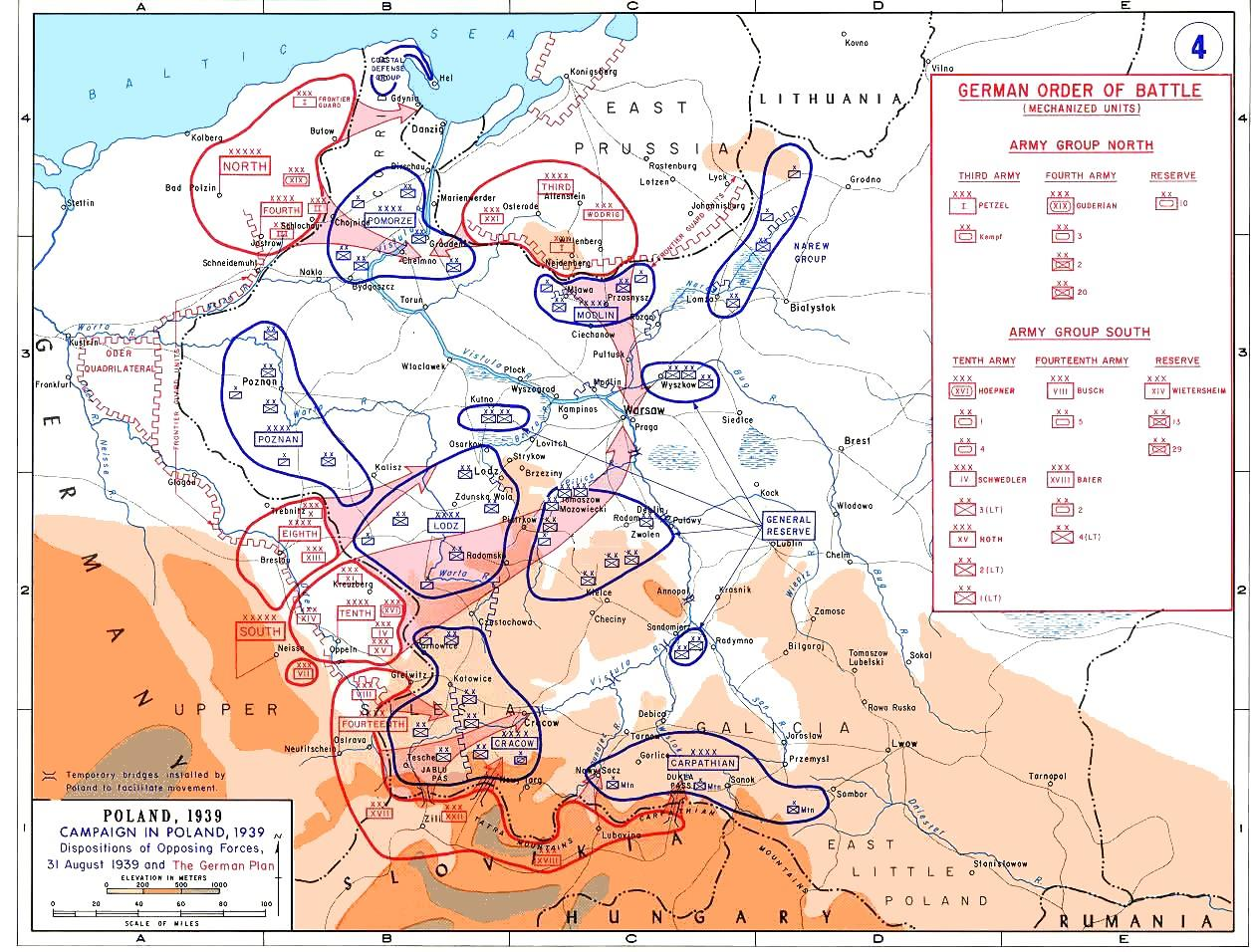
截至8月31日双方部队部署和德国的进攻计划

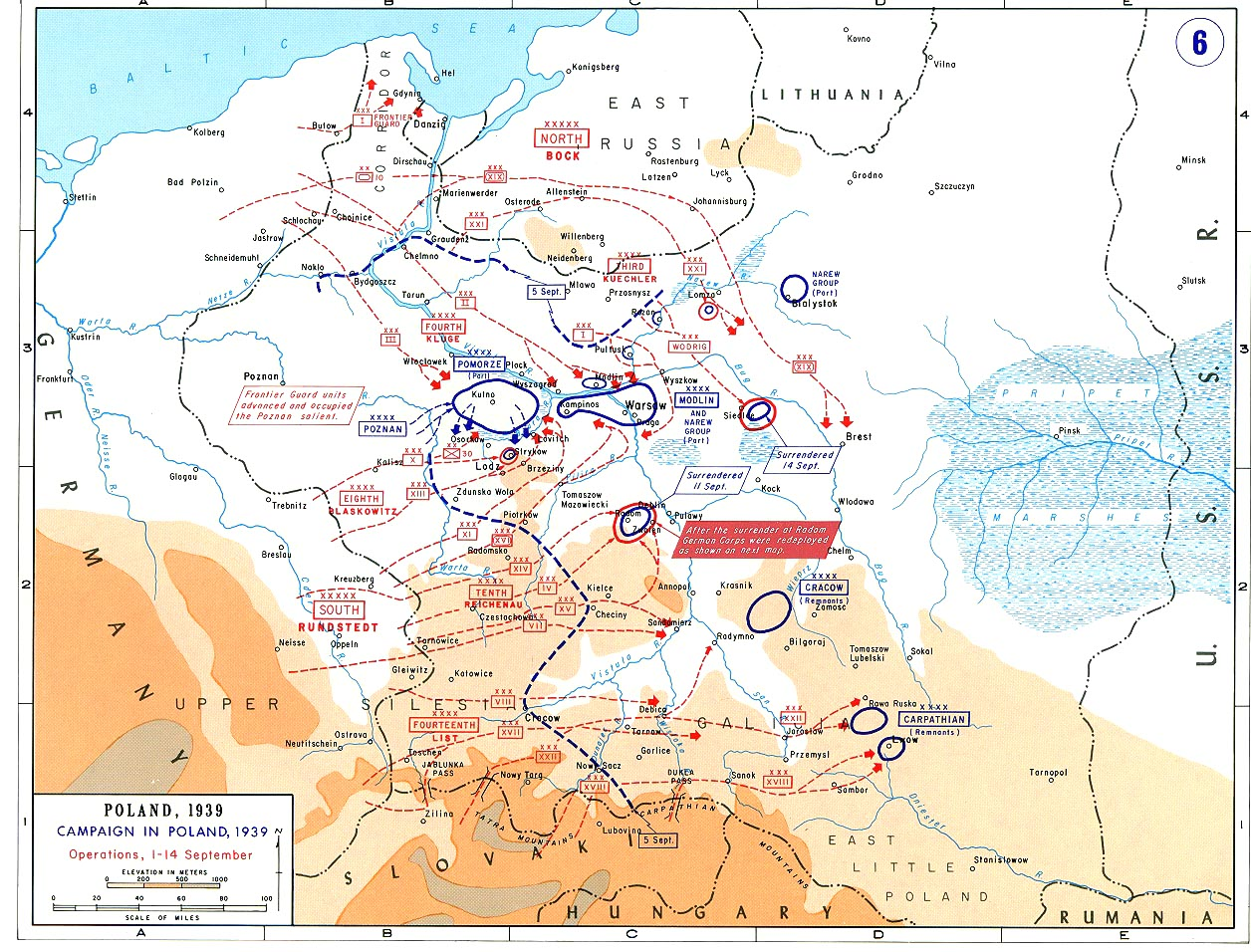
截至9月14日的部队部署，以及截至该日的部队动向

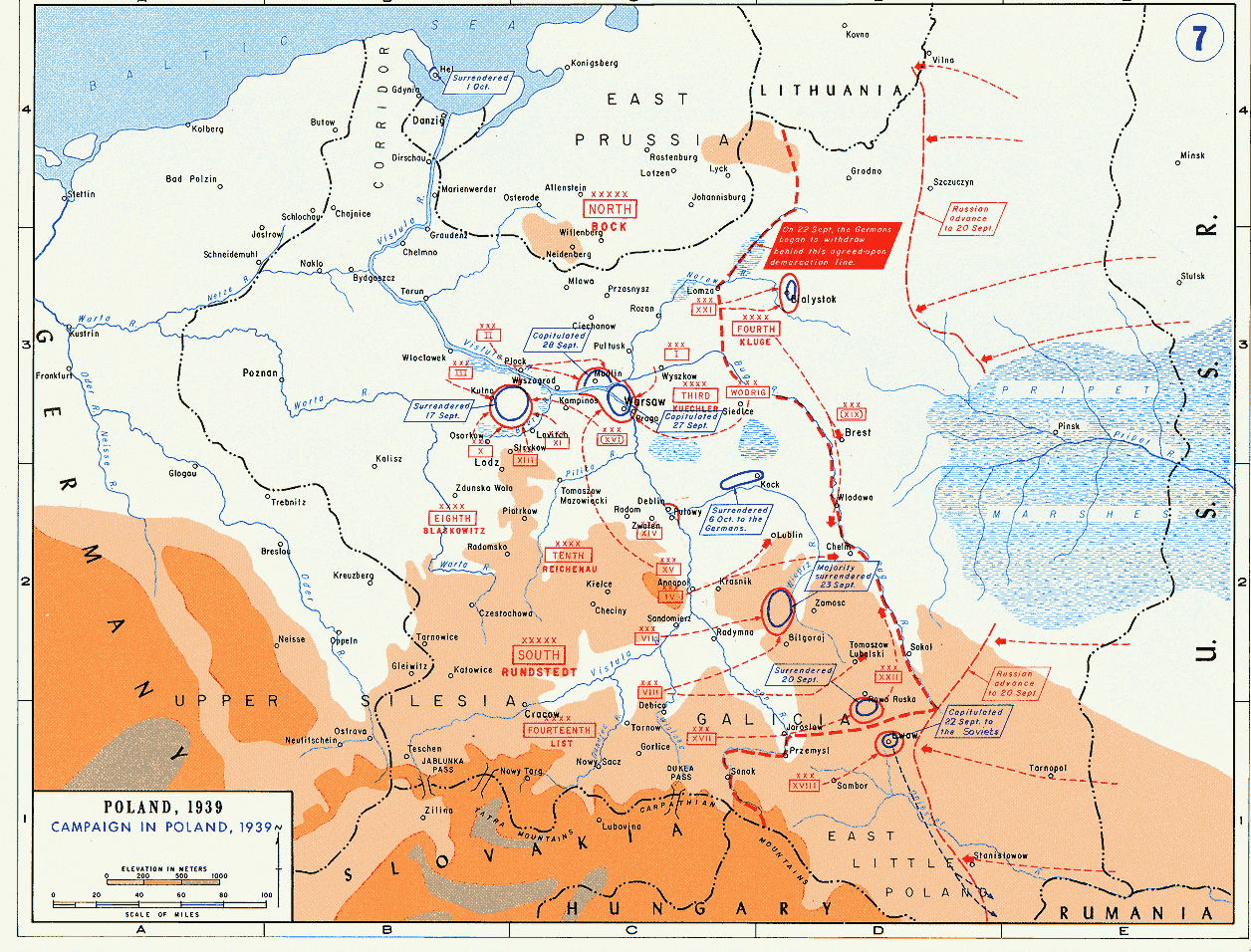
9月14日之后的部队部署，在此日期之后有部队调动

该集团主要任务是防御喀尔巴阡山脉从喬爾什騰克羅茲欽到波兰和罗马尼亚边境间的山路，记总长350公里，防御Centralny Okręg Przemysłowy工业区。还负责保障克拉科夫集团军南翼，及波里斯瓦夫和德罗霍比茨的石油丰富地区。1939年8月下旬，喀尔巴阡山集团军尚未完成展开，因为该军团只有在波兰军队完成动员后才能完全投入作战。而该集团军也是1939年所有波兰军队中最弱的一支军团，不仅缺乏重型装备，且军官团组成较为年长。战争爆发后最初几小时，喀尔巴阡山集团军就面对着准备充分的德国山地师，因此德军在此获得优势。

## 作战史
起初，该集团军由两个临时的山地旅和一些较小的部队编成，但在德国入侵波兰后不久的9月6日，并入正在撤退的克拉科夫集团军，并更名为小波兰集团军。从1939年9月11日起，集团军由卡齊米日·索斯科夫斯基接任指挥。9月1日上午，该集团军在乔尔辛地区遭到了德国国防军陆军第四轻装师的攻击，且进攻部队得到第二山地师支援。而后，在斯洛伐克一个师协同下，德国师成功地突破了廷巴克和利马诺瓦附近的波兰阵地，使喀爾巴阡山集團軍和撤退的克拉科夫集团军间出现缺口。而后，波兰统帅部下令撤军。在波兰战役头几天，喀爾巴阡山集團軍缺乏后备部队增援，因为它的主要部队，第24和第11步兵师，要么仍在动员中，要么正在前往塔尔努夫地区的路上。最后，该集团军在通过桑河撤退时伤亡惨重，在9月20日的利沃夫战役中被歼灭。

## 组织
喀尔巴阡山集团军由陆军少将卡齐米日·法布里西统领，参谋长是维托尔德·齐尔日克拉伊-莫拉夫斯基上校。
- 波兰第2山地旅
- 波兰第3山地旅
- 喀尔巴阡山脉国防军半旅
- 波兰第1边防团
- 波兰第1机动炮兵团
- 波兰第9重炮团

此外，动员计划要求组建塔尔努夫师团，由以下组成：
- 波兰第22步兵师
- 波兰第38步兵师

9月4日，集团军得到后备部队增援：
- 波兰第11步兵师
- 波兰第24步兵师
- 波兰第38步兵师